# 藏合紗恵子
藏合 紗恵子（ぞうごう さえこ、1984年8月13日 - ）は、日本の女性声優、女優、歌手。岡山県津山市出身。

## 略歴
以前はプロダクション・エースに所属していた。岡山県立津山東高等学校→アミューズメントメディア総合学院声優学科卒業。
プロダクション・エース演技研究所出身。
2016年11月22日に入籍を発表した。
2023年6月1日、前日付でプロダクション・エースを退所、フリーとして活動することを発表した。

## 人物
方言は岡山弁、広島弁、関西弁。
趣味・特技はアクション(殺陣)　、リフレクソロジー、ギター、散歩、料理、手話、歌。
資格は中型車免許。

## 出演
太字はメインキャラクター。

### テレビアニメ
2009年
- そらのおとしもの（2009年 - 2010年、女子C、芸者、女性3、お姉さん、浅香まいこ、DVDの声、女子2） - 2シリーズ

2010年
- おまもりひまり（子供）
- GIANT KILLING（深沢ヨシオ、おかみ、子供）

2011年
- R-15（手掛紫紋）
- 世界一初恋（アシスタント、来賓、店員、OL、女性漫画家、女生徒） - 2シリーズ
- デッドマン・ワンダーランド（ハルミ）
- マケン姫っ!（2011年 - 2014年、藜チャチャ） - 2シリーズ

2012年
- うぽって!!（いちよん〈M14〉）

2013年
- 俺の脳内選択肢が、学園ラブコメを全力で邪魔している（委員長）
- 黒魔女さんが通る!!（日向太陽）
- ちいさなプリンセス ソフィア（ジェームズ王子）
- Fate/kaleid liner プリズマ☆イリヤ（子供）
- ブラッドラッド（桜子）
- BLAZBLUE ALTER MEMORY（ギィ、図書委員の声）
- 問題児たちが異世界から来るそうですよ?（キャロロ＝ガンダック、水神、アルゴール）

2014年
- 甘城ブリリアントパーク（チバママ）
- デート・ア・ライブ シリーズ（2014年 - 2022年、五河士織） - 3シリーズ
- 東京ESP（竜士瑠宇）
- ドラえもん（テレビ朝日版第2期）（クラスメイトB）
- 棺姫のチャイカ（チャイカ・ボフダーン） - 2シリーズ
- 風雲維新ダイ☆ショーグン（沖田総司）
- LOVE STAGE!!（女子B、ガガルル）

2015年
- ISUCA（相馬撫子）
- 空戦魔導士候補生の教官（フロン・フラメル）
- 新妹魔王の契約者（相川志保） - 2シリーズ
- トリアージX（サイレン）

2016年
- クオリディア・コード（生徒）

2017年
- アイドル事変（新城小夏）
- アバローのプリンセス エレナ（ジェームズ王子）

### 劇場アニメ
- ジュノー（2010年、雅美[12]）
- 劇場版デート・ア・ライブ 万由里ジャッジメント（2015年、五河士織）

### OVA
- そらのおとしもの（2010年、女子2）
- 薄桜鬼 雪華録[5]（2011年、子供）
- 棺姫のチャイカ AVENGING BATTLE（2015年、チャイカ・ボフダーン）

### Webアニメ
- 地獄ようちえん（2013年、ケルベロくん）

### ゲーム
2006年
- アルトネリコ 世界の終わりで詩い続ける少女（花モンスター全種）
- グラナド・エスパダ（救難騎士団中隊長ロミナ、アデリーナ・エスペランサ〈Ver.4.0.19まで〉）

2007年
- アクエリアンエイジ オルタナティブ（サイキック女子高生・斎木新名、スレイブメイド・ソフィエル、メイド天使・ソフィエル）

2011年
- BLAZBLUE -CONTINUUM SHIFT EXTEND-（ギィ）

2012年
- BLAZBLUE -CHRONOPHANTASMA-（ギィ）

2015年
- Fallout 4（ケイト）

2016年
- アイドル事変（新城小夏）

2017年
- フォーオナー（剣聖〈女〉）

2021年
- ファンタジア・リビルド（チャイカ・ボフダーン）

### ドラマCD
2009年
- Chome Shelled REGIOS Character Songs - The First Session -＜前編＞（リッキー）
- Chome Shelled REGIOS Character Songs - The Second Session -＜後編＞（リッキー）

2014年
- 空戦魔導士候補生の教官（フロン・フラメル）

### ボイスドラマ
- ヴィジョンファクトリー「RIDE ON」（ギルダ）
- ヴィジョンファクトリー「道標アナザーストーリー」（カケル）

### 吹き替え
- 悪魔を見た（セジョン）[5]
- アメリカン・グラフィティ（ブダ[5]〈ジャナ・ベラン〉）※BD版
- 倚天屠龍記（張君宝、王難故、静玄、史紅石）[5]
- 1年に12人の男（ナヨン、他）
- インターンシップ
- エレメンタリー ホームズ&ワトソン in NY
- お嬢様をお願い!（イ・ジンジュ、テユンの先輩）
- オズ はじまりの戦い
- カムバック マドンナ〜私は伝説だ（テソン、テヒ）[5]
- 96時間（イングリッド）[5]
- キラー・トーナメント（アナベラ〈レニー・カタルド〉）
- 階伯〔ケベク〕（ウィジャ王子少年期、ヨルペ、コンジ）
- コールドケース6 #3、17[5]
- ザ・ウォード/監禁病棟（タミー）
- ザ・ファーム 法律事務所（カイル・ハノン） #9
- ジェイン・オースティン 秘められた恋[5]
- 恕の人 -孔子伝-（子路少年）
- スクリーム4: ネクスト・ジェネレーション（ジェニー・ランドール〈エイミー・ティーガーデン〉）
- セレブの誕生（オ・ナリ、先輩女性社員、宝石店店員）[5]
- ソウ ザ・ファイナル 3D（カーラ、ジョアン[5]）
- ゾウズ・フー・キル2 殺意の深層（セバスチャン）
- 続ハリーズ・ロー 裏通り法律事務所
- 第9地区（シンダーソン）[5]
- タイタニック 愛と偽りの航海（ドロシー・ギブソン）
- トータル・ディザスター（マリーン）
- Treasure Island 前編・後編（ミセス・シルバー）
- ネスト（パム）[5]
- HAWAII FIVE-0 #13[5]
- ブルークラッシュ2（ロキシー代表）[5]
- マードック・ミステリー 〜刑事マードックの捜査ファイル〜（アルウィン・ジョーンズ[5]）#21、22、25
- マーリー2 世界一おバカな犬のはじまりの物語（アクセル）
- リゾーリ&アイルズ2 #7
- ルビー・スパークス（マーベル〈アリア・ショウカット〉）
- ワンドゥギ（ワンドゥク子供時代、ハッサン妻、靴店店員、他）

### 舞台
- RAT「陸の界賊」（不動八犬童子・烏倶婆誐）
- 新大阪メルパルクホール「僕を見つけて、君を見つけて」（ヘレネ）[5]
- 「平安異聞」（大和）
- Jules†ジュール「フィルム的残酷」2007年12月21日 - 23日
- Reset Limit第9回公演「音霊戦隊 ディスクレンジャー」2016年4月13日 - 17日
- 萬腹企画「A－E」2017年7月6日 - 9日

### テレビ
- アニソン★カフェ ゆめが丘（tvk）ナレーション・出演[5]
- 業界用語の基礎知識 壇蜜女学園（2013年1月8日 - 2013年3月26日、5いっしょ3ちゃんねる）ナレーション・出演

### インターネットテレビ
- 仮面Pの満腹てれび(仮)[5]（YouTube『アミュスタイル』チャンネル、2011年）
- アイドル事変応援番組 てるぞースタジオ（ニコニコ生放送：2015年12月11日 - 2017年1月18日）[19]

### ナレーション
- アニメNewtypeチャンネル（CMナレーション）[5]
- ミスタードリラー ワールド（PVナレーション）[5]

### DVD
- DSE 第6弾作品「プリンセス・キャット」（ナナ）
- RAT旗揚公演「陸の界賊」（不動八犬童子・烏倶婆誐）

## ディスコグラフィ

### シングル
| 枚  | 発売日        | タイトル                        | 規格品番    | 規格品番   | 最高位 |
| 枚  | 発売日        | タイトル                        | 限定盤      | 通常盤     | 最高位 |
| --- | ------------- | ------------------------------- | ----------- | ---------- | ------ |
| 1st | 2014年2月12日 | Reach for Light                 | COZC-832/3  | COCC-16833 | 111位  |
| 2nd | 2014年6月4日  | UPON A STAR                     | COZC-923/4  | COCC-16869 |        |
| 3rd | 2015年4月29日 | triage（featuring 流田Project） | COZC-1037/8 | COCC-17012 | 92位   |

### タイアップ曲
| 楽曲                            | タイアップ                                                | 時期   |
| ------------------------------- | --------------------------------------------------------- | ------ |
| Reach for Light                 | テレビアニメ『マケン姫っ!通』エンディングテーマ           | 2014年 |
| UPON A STAR                     | テレビアニメ『風雲維新ダイ☆ショーグン』エンディングテーマ | 2014年 |
| triage（featuring 流田Project） | テレビアニメ『トリアージX』オープニングテーマ             | 2015年 |

### 歌手参加楽曲
| 発売日   | タイトル                   | 名義            | 楽曲                                        | タイアップ                                                                           |
| 2013年   | 2013年                     | 2013年          | 2013年                                      | 2013年                                                                               |
| -------- | -------------------------- | --------------- | ------------------------------------------- | ------------------------------------------------------------------------------------ |
| 11月27日 | 太陽と月のCROSS            | TWO-FORMULA     | 「太陽と月のCROSS」 「Shangri-La」          | テレビアニメ『俺の脳内選択肢が、学園ラブコメを全力で邪魔している』エンディングテーマ |
| 2014年   |                            |                 |                                             |                                                                                      |
| 4月23日  | 快楽原理                   | coffin princess | 「快楽原理」                                | テレビアニメ『棺姫のチャイカ』エンディングテーマ                                     |
| 10月29日 | ワタシハオマエノナカニイル | coffin princess | 「ワタシハオマエノナカニイル」              | テレビアニメ『棺姫のチャイカ AVENGING BATTLE』エンディングテーマ                     |
| 2015年   |                            |                 |                                             |                                                                                      |
| 1月28日  | Somebody to love           | TWO-FORMULA     | 「Somebody to love」 「蒼風のニルヴァーナ」 | テレビアニメ『ISUCA』エンディングテーマ                                              |

### キャラクターソング
| 発売日   | 商品名                                                                    | 歌                                                                                     | 楽曲                         | 備考                                             |
| 2011年   | 2011年                                                                    | 2011年                                                                                 | 2011年                       | 2011年                                           |
| -------- | ------------------------------------------------------------------------- | -------------------------------------------------------------------------------------- | ---------------------------- | ------------------------------------------------ |
| 11月28日 | マケン姫っ! 全エンディングっ!                                             | 藜チャチャ（藏合紗恵子）、砂藤季美（味里）                                             | 「Baby!Baby! Ver.9」         | テレビアニメ『マケン姫っ!』エンディングテーマ    |
| 2012年   |                                                                           |                                                                                        |                              |                                                  |
| 1月18日  | マケン姫っ! キャラクター・ソング・アルバム ドキッ☆ 水着でデスマッチ       | 高貴楓蘭（合田彩）、藜チャチャ（藏合紗恵子）、砂藤季美（味里）                         | 「Get Over the Rainbow」     | テレビアニメ『マケン姫っ!』関連曲                |
| 2014年   |                                                                           |                                                                                        |                              |                                                  |
| 3月19日  | マケン姫っ!通 ビキニだらけの大音楽会《悩殺部門篇》                        | 砂藤季美（味里）、藜チャチャ（'藏合紗恵子）                                            | 「ミラクル☆SUMMER」          | テレビアニメ『マケン姫っ!通』キャラクターソング  |
| 3月19日  | マケン姫っ!通 ビキニだらけの大音楽会《悩殺部門篇》                        | 水屋うるち（古谷静佳）、高貴楓蘭（合田彩）、砂藤季美（味里）、藜チャチャ（藏合紗恵子） | 「金太の大冒険」             | テレビアニメ『マケン姫っ!通』キャラクターソング  |
| 4月23日  | 快楽原理                                                                  | coffin princess                                                                        | 「快楽原理」                 | テレビアニメ『棺姫のチャイカ』エンディングテーマ |
| 4月23日  | 快楽原理                                                                  | チャイカ・ボフダーン（藏合紗恵子）                                                     | 「快楽原理」                 | テレビアニメ『棺姫のチャイカ』エンディングテーマ |
| 7月23日  | デート・ア・ライブII ミュージック・セレクション DATE A "IMPRESSIVE" MUSIC | 夜刀神十香（井上麻里奈）、五河士織（藏合紗恵子）                                       | 「Q&A」                      | テレビアニメ『デート・ア・ライブII』挿入歌       |
| 2016年   |                                                                           |                                                                                        |                              |                                                  |
| 10月19日 | はっぴ〜! Sunrise                                                         | A.I.S                                                                                  | 「はっぴ〜! Sunrise」        | テレビアニメ『アイドル事変』挿入歌               |
| 10月19日 | はっぴ〜! Sunrise                                                         | A.I.S                                                                                  | 「Fun Fun!あい・すくり〜む」 | テレビアニメ『アイドル事変』関連曲               |

### シリーズ一覧
1. ↑  第1期（2009年）、第2期『f』（2010年）
2. ↑  第1期（2011年）、第2期『2』（2011年）
3. ↑  第1期（2011年）、第2期『通』（2014年）
4. ↑  第2期『II』（2014年）、第3期『III』（2019年）、第4期『IV』（2022年）
5. ↑  第1期（2014年）、第2期『AVENGING BATTLE』（2014年）
6. ↑  第1期（2015年）、第2期『BURST』（2015年）

### ユニットメンバー
1. 1 2  藏合紗恵子、佐土原かおり
2. 1 2  安済知佳、藏合紗恵子、牧野由依
3. ↑  安済知佳、藏合紗恵子、野水伊織
4. ↑  新城小夏（藏合紗恵子）、猫平小夜（照井春佳）、木谷るる（明坂聡美）